# Possum medosavý
Possum medosavý (Tarsipes rostratus), též známý jako medosavec vačnatý či medovec pruhovaný, je jediný zástupce čeledi medovcovitých (Tarsipedidae). Je to malinký possum, pozná se snadno podle jeho dlouhého čumáku, podobného srstínu rejskovitému, velmi dlouhého ocasu a podélných pruhů na zádech.
Českým rodovým názvem possum se označují i jiné druhy vačnatců, které patří do jiných čeledí.

## Výskyt
V jihozápadní Austrálii, především v písčitých oblastech v blízkosti pobřeží se stepní a křovinnou vegetací nazývanou kwongan, kterou tvoří především rostliny proteovité a myrtovité.

## Základní data
Délka possuma medosavého je 5 až 9 cm. Jeho hmotnost je 8 až 20 g.

## Zajímavosti
Řadí se k nejmenším vačnatcům vůbec a patří k nejmenším possumům. Jeho mládě mívá po narození pouhých 5 mg. Má dlouhý zašpičatělý čenich s mnoha dlouhými hmatovými chlupy a dlouhý chápavý ocas. Na prstech má měkké polštářky a malé ostré drápky pro pohyb na kůře. Živí se pylem a nektarem z květů, který sbírá 2,5 cm dlouhým jazykem, který je na konci vybavený štětinkami. Díky tomu se podílí na opylování některých rostlin. Protože je aktivní především v noci, hledá květy především podle vůně. Jeho chrup je velmi redukovaný, má jen horní špičáky a dolní řezáky. Žije v malých skupinkách. Zajímavé je, že je v podstatě stále březí, zatímco má mládě ve vaku, je v děloze již připraven další zárodek.